# Relation d'aide

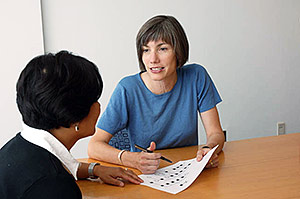
La relation d'aide est un accompagnement psychologique qui se présente fréquemment sous la forme d'un entretien en tête-à-tête.

La relation d'aide est l'accompagnement psychologique, professionnel ou non, le plus souvent sous forme d'entretiens en tête-à-tête, de personnes en situation de détresse morale ou en demande de soutien (parfois appelé relation « soignant-soigné »). Dans le cadre des approches de la psychothérapie, les principes de la relation d'aide découlent principalement de travaux tels que ceux de Carl Rogers et de Abraham Maslow dans la seconde moitié du XXe siècle.

## Historique
La relation d'aide, telle qu'elle est définie aujourd'hui, trouve ses prémices dans l'activité de conseil des pasteurs de certaines églises protestantes aux États-Unis au début du XXe siècle sur la base des premiers travaux de la psychanalyse. En 1925, le Dr Richard Cabot, publie un article dans le Survey Graphic suggérant que les candidats à la fonction de pasteur reçoivent une formation similaire à celle offerte en école de médecine. Dans les années 1930, Anton Boisen développe un programme qui va dans ce sens. En 1963, the American Association of Pastoral Counselors est fondée afin de fournir une formation certifiée aux pasteurs accompagnants,.

## Définitions

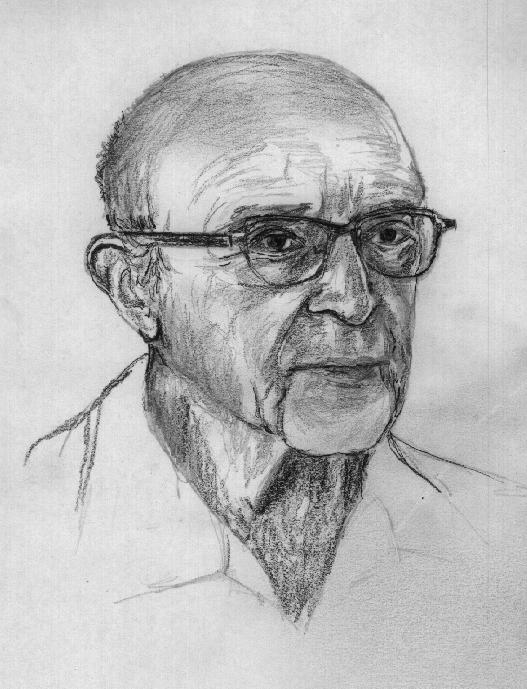
Carl Rogers.

Dans le cadre des soins infirmiers, la relation d'entre aide  est généralement définie comme « la capacité que peut avoir un soignant à amener toutes personnes en difficultés à mobiliser ses ressources pour mieux vivre une situation, c'est un soin relationnel ». Depuis les travaux de Carl Rogers à partir de 1942, la notion de relation d'aide s'appuie en effet d'une façon optimiste sur la possibilité d'aider la personne en difficulté, à « mobiliser ses ressources » plutôt qu'à lui imposer des solutions de l'extérieur : « Les personnes ont en elles de vastes ressources pour se comprendre et changer de manière constructive leur façon d’être et de se comporter. Ces ressources deviennent disponibles et se réalisent au mieux dans une relation définissable par certaines qualités. ». L'expression « relation d'aide » est aujourd'hui principalement rattachée aux principes énoncés par Rogers.

## La relation d'aide dans l'approche centrée sur la personne (ACP) de Carl Rogers
La relation d'aide serait favorisée par quatre qualités ou attitudes, « non directives », de l'accompagnant selon Carl Rogers :
- L'empathie
- L'écoute active
- La congruence
- Le non jugement

La relation d'aide selon Carl Rogers est « une relation permissive, structurée de manière précise, qui permet au client d'acquérir une compréhension de lui-même à un degré qui le rend capable de progresser à la lumière de sa nouvelle orientation. » (Rogers C., La relation d’aide et la psychothérapie, Paris, Ed. ESF, 1996, p. 33)

## Relation d'aide en soins infirmiers
La relation d'aide en soins infirmiers désigne les processus par lesquels l'infirmier va pouvoir prendre le rôle d'aidant auprès d'une personne en difficulté afin de l'aider à surmonter une crise. En France, le cadre réglementaire de la relation d'aide se réfère au Code de la Santé Publique, livre III Auxiliaires médicaux - Profession d'infirmier, chapitre 1er, section 1, Actes professionnels ou décret no 2004-802 du 29 juillet 2004, article R. 4311-5, comprenant un « Entretien d'accueil privilégiant l'écoute de la personne avec orientation si nécessaire », « aide et soutien psychologique » et « activités à visée sociothérapeutique individuelle ou de groupe ».

## Relation d'aide et travail social
La pratique de la relation d'aide par les travailleurs sociaux est controversée, mais pour certains auteurs elle est « une compétence de type relationnel » nécessaire dans le contexte social contemporain. Pour Michel Boutanquoi, la relation d'aide dépend de quatre composantes, quatre représentations :
- La représentation de soi et du métier.
- La représentation du contexte, du social en général
- La représentation de l'objet de l’action, la déviance, l'inadaptation.
- La représentation de l'objet d’intervention.

Dans son ouvrage sur la relation d'aide dans le cadre du travail social, Joëlle Garbarini définit cinq typologies spécifiques au cadre social : l’aide-relais, l’aide-accompagnement, l'aide-guide, l'aide-soutien, l’aide-interprétation, tout en soulignant le recul nécessaire de l'aidant dans ce genre de démarche.

## Autres formes de la relation d'aide

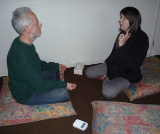
Entretien de « co-counselling » dans lequel les deux interlocuteurs échangent leur rôle de soutien et d'écoute.

Chacun des grands courants principaux de psychothérapie propose ses méthodes de relation d'aide, plus ou moins éloignées des principes de Carl Rogers :
- les psychothérapies psychanalytiques, avec la cure psychanalytique ou le psychodrame analytique individuel ;
- la psychothérapie cognitivo-comportementale avec l'analyse fonctionnelle suivie d'un entretien directif ;
- les thérapies systémiques et l'École de Palo Alto ;
- les thérapies humanistes. On y trouve l'approche centrée sur la personne (ACP), la gestalt-thérapie, l'analyse transactionnelle, la programmation neuro-linguistique.

Selon les législations spécifiques de chaque pays le titre de psychothérapeute peut ou non être réglementé.

## Relation d'aide et spiritualités

### Relation d'aide et théologie pratique

#### La «cure d'âme»
La cure d'âme est un concept de théologie pratique. Theodor Harnack définit la cure d'âme ainsi : « exercer sur l'individu une activité et une influence spirituelle édifiante. » Il s'agit d'une conversation avec un prédicateur, « d'entretiens à l'occasion d'événements heureux ou malheureux dans lesquels une exhortation personnelle est soit indispensable soit attendue. » Au départ, la notion de psychologie en était absente. Elle est intervenue avec les premiers travaux de la psychanalyse à la fin du XIXe siècle et au début du XXe siècle. Mais les pasteurs ont noté que la psychologie moderne était progressivement préférée à la cure d'âme par les « personnes en proie à la solitude ». Le concept existe toujours, principalement sous l'appellation de « dialogue pastoral », mais avec une tendance à vouloir distinguer la démarche de la psychologie de ce dialogue considéré comme une « anthropologie biblique au service du croyant ».

### Relation d'aide dans les courants Nouvel Âge
Les méthodes de développement personnel dans la culture New Age font intervenir la notion de relation d'aide de diverses manières. Jacques Salomé, dans son ouvrage sur le sujet, la définit comme « une situation dans laquelle l'un des participants cherche à favoriser l'éclosion et la mise en œuvre, chez l'une ou l'autre partie, des ressources latentes internes ainsi qu'une plus grande possibilité d'expression et un meilleur usage de ces ressources. » Mais le New Age a une orientation caractéristique propre, il veut « oublier les pensées analytiques de l'hémisphère cérébral gauche » et favoriser plutôt les émotions en s'exprimant par « le corps et le cri ». La relation d'aide repose ainsi moins sur l'entretien et l'analyse que sur la conviction qu'il faut expérimenter des sensations nouvelles. Le chamane, le gourou, et les thérapeutes expérimentant les méthodes les plus diverses prennent alors l'ancienne place du pasteur et du psychologue.

## Méthode de la relation d'aide

### Groupe de parole
Un groupe de parole est une pratique de psychothérapie qui rassemble plusieurs personnes, patients, membres d'un personnel, généralement autour d'un thème prédéfini et afin de permettre l'expression de conflits, de souffrances et éventuellement de réflexions sur les moyens de les résoudre.

### Entretien
Il existe trois types d'entretien dans la relation d'aide :
- L'entretien directif
- L'entretien non-directif
- L'entretien semi directif

#### L'entretien directif
Il est constitué d'un dialogue précis et bref avec l'objectif d'une action rapide sur le problème évoqué. L'aidant est alors considéré comme un conseiller. L'avis du patient n'est pas réellement pris en compte.

#### L'entretien non directif
Il se déroule sous la forme d'une discussion non contrôlée. L'aidant est à l'écoute et incite le patient à trouver ses propres réponses.

#### L'entretien semi directif
Le dialogue est plus précis, plus maîtrisé; mais le patient est invité à élargir ses réponses.